# Chioselia, Cantemir
Chioselia este satul de reședință al comunei cu același nume  din raionul Cantemir, Republica Moldova. La nord-vest de sat este amplasată rezervația peisagistică Chioselia.

## Demografie

### Structura etnică
Structura etnică a satului Chioselia conform recensământului populației din 2004:
| Grup etnic                                               | Populație | % Procentaj  |
| -------------------------------------------------------- | --------- | ------------ |
| Băștinași declarați Moldoveni Băștinași declarați Români | 1535 5    | 99,10% 0,32% |
| Ruși                                                     | 4         | 0,26%        |
| Găgăuzi                                                  | 2         | 0,13%        |
| Bulgari                                                  | 1         | 0,06%        |
| Ucraineni                                                | 1         | 0,06%        |
| Alții                                                    | 1         | 0,06%        |
| Total                                                    | 1549      |              |